# Adam Clayton Powell Sr.
Adam Clayton Powell Sr., né le 5 mai 1865 dans le comté de Franklin en Virginie et mort le 12 juin 1953, est un pasteur chrétien baptiste, militant et auteur afro-américain qui a développé l’église baptiste abyssinienne à Harlem, New York, aux États-Unis. Il est le père de Adam Clayton Powell Jr..

## Biographie
Adam Clayton Powell Sr. est le fils d'Anthony Powell et Sally Dunning Powell, qui ont tous deux été esclaves. En 1892, après ses études, il officie à l'église baptiste Ebenezer de Philadelphie. En 1893, il devient pasteur de l'église baptiste Immanuel de New Haven.
Adam Clayton Powell Sr. devient pasteur de l'église baptiste abyssinienne qu’il dirige de 1908 à 1931. Pendant la grande migration afro-américaine, Harlem devient le cœur de la communauté afro-américaine à New York. Powell supervise l'acquisition de terrains, le financement et la construction de plus grandes églises et installations dans la ville.
Lorsqu'il déménage l'église baptiste abyssinienne sur la West 138th Street, celle-ci devient la plus grande congrégation religieuse du pays avec 14 000 fidèles adhérents.
Il est l’un des fondateurs de la National Urban League et un membre actif de plusieurs organisations de défense de droits civiques comme la National Association for the Advancement of Colored People dont il est vice-président. Il a également servi comme administrateur de plusieurs universités historiquement noires.
Il prend sa retraite en 1936, remplacé par son fils Adam Clayton Powell Jr.. Il décède à 88 ans au Centre médical de l'université Columbia. Des milliers de personnes assistent à son enterrement, dont le maire de New York Vincent R. Impellitteri. Il est enterré au cimetière de Flushing.

## Vie privée
Il se marie avec Mattie Fletcher Buster en 1889. Ils ont deux enfants : Blanche Powell et Adam Clayton Powell, Jr..

## Publications
- (en) Adam Clayton Powell Sr., A Souvenir of the Immanuel Baptist Church, its Pastors and Its Members, New Haven, Press of C. H. Ryder, 1895
- (en) Adam Clayton Powell Sr., The Valley of Dry Bones, New York, Beehvie Print. Co., 1916
- (en) Adam Clayton Powell Sr., Patriotism and the Negro, New York, Beehvie Print. Co., 1918
- (en) Adam Clayton Powell Sr., The Colored Man's Contribution to Christianity: And When will it be Made, New York, McLean's Quick Printery, 1919
- (en) Adam Clayton Powell Sr., The Bible More than Literature, New York, Negro Pulpit Opinion, 1927
- (en) Adam Clayton Powell Sr., Against the Tide, New York, R. Smith, 1938
- (en) Adam Clayton Powell Sr., Palestine and Saints in Caesar's Household, New York, R. Smith, 1939
- (en) Adam Clayton Powell Sr., Picketing Hell: A Fictious Narrative, New York, Wendell Mallliet and Co., 1942
- (en) Adam Clayton Powell Sr., Riots and Ruins, New York, R. Smith, 1945
- (en) Adam Clayton Powell Sr., Upon This Rock, New York, Abyssinian Baptist Church, 1949